# Tram van Olomouc
De tram van Olomouc is een tramnetwerk in de Tsjechische stad Olomouc. Het netwerk wordt geëxploiteerd met 67 voertuigen door de Dopravní podnik města Olomouce, het openbaarvervoerbedrijf van Olomouc. Het heeft een lengte van 16,2 kilometer en 36 haltes. Het netwerk bestaat uit 7 lijnen gedurende de dag, 's nachts wordt het vervoer overgenomen door bussen.

## Geschiedenis

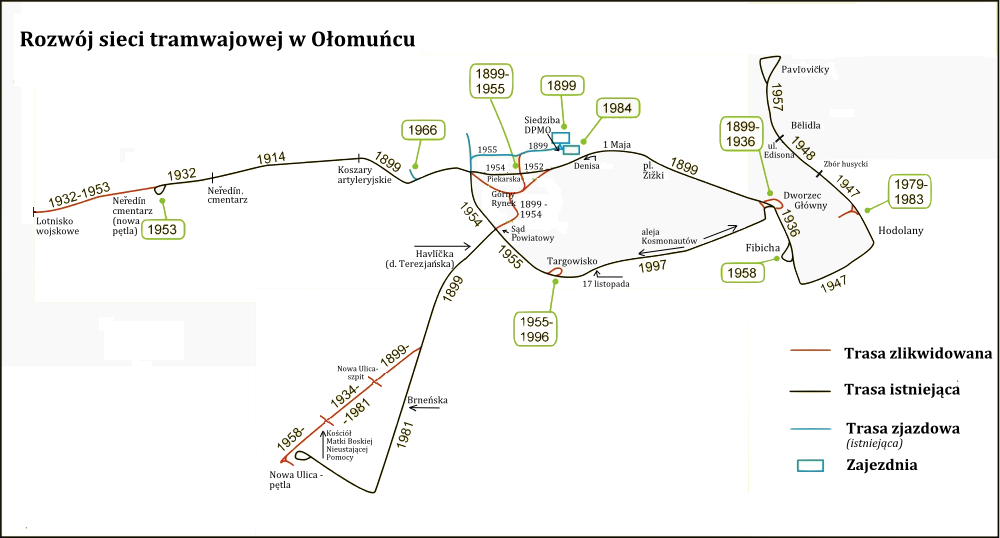
De ontwikkeling van het tramnetwerk van 1887 tot 1997

Met de bouw van het tramnetwerk van Olomouc werd begonnen in het jaar 1887, tegelijkertijd met het weghalen van de vestingmuren. Op 1 april 1889 volgde de opening. De belangrijkste reden voor het aanleggen van het tramnetwerk is het feit dat het hoofdstation van de stad op relatief grote afstand van het centrum ligt. Het netwerk in 1889 aangelegd was eensporig met wisselplaatsen en verbond het station met de voorstad Nová Ulice en de artillerie-kazerne via het Horní náměstí. Bij het hoofdstation bevond zich een keerlus, historisch gezien de eerste op het huidige Tsjechische grondgebied. Negen motorwagens en vier wagons van de wagonfabriek Johann Weitzer uit Graz werden gebruikt. De lijnen werden vanaf de opening niet door de stad geëxploiteerd maar door het firma Siemens & Halske.
De lijn naar de halte Tržnice werd in 1997 verder verlengd naar het centrale station via de Třída Kosmonautů (Laan van de Kosmonauten). In november 2013 werd de nieuwe tramlijn naar het stadsdeel Nové Sady in gebruik genomen. Op 1 november 2022 zijn drie nieuwe tramhaltes geopend op de lijnen 3 en 5 over een lengte van 1,2 km. Nabij de tramhalte Fibichova is in september 2023 een nieuw tramremise in gebruik genomen.

## Huidige situatie

### Lijnen
| Lijn | Haltes |
| ---- | --- |
| 1    | Fibichova – Hlavní nádraží – Vejdovského – Envelopa – Tržnice – Okresní soud – Výstaviště Flora – Wolkerova – Fakultní nemocnice – Pionýrská – Nová Ulice |
| 2    | Fibichova – Hlavní nádraží – U Bystřičky – Žižkovo náměstí – U Dómu – Náměstí Republiky – U sv. Mořice – Palackého – Nádraží město – Šibeník – Pražská – U Kovárny – Hřbitovy – Neředín, krematorium |
| 3    | U Kapličky – Rožňavská – Zikova – Trnkova – V Kotlině – Šantovka – Tržnice – Okresní soud – Náměstí hrdinů – Náměstí Republiky – Žižkovo náměstí – Hlavní nádraží – Fibichova |
| 4    | Nová Ulice – Pionýrská – Fakultní nemocnice – Wolkerova – Výstaviště Flora – Okresní soud – Náměstí Hrdinů – U sv. Mořice – Náměstí Republiky – U Dómu – Žižkovo náměstí – U Bystřičky – Hlavní nádraží – Fibichova – Autobusové nádraží podchod – Hodolanská – Husův sbor – Bělidla – Pavlovičky pila – Pavlovičky |
| 5    | U Kapličky – Rožňavská – Zikova – Trnkova – V Kotlině – Šantovka – Envelopa – Vejdovského – Hlavní nádraží – Fibichova |
| 6    | Fibichova – Hlavní nádraží – U Bystřičky – Žižkovo náměstí – U Dómu – Náměstí Republiky – U sv. Mořice – Náměstí Hrdinů – Okresní soud – Výstaviště Flora – Wolkerova – Fakultní nemocnice – Pionýrská – Nová Ulice                                                                                                 |
| 7    | Fibichova – Hlavní nádraží – Vejdovského – Envelopa – Tržnice – Okresní soud – Náměstí Hrdinů – Palackého – Nádraží město – Šibeník – Pražská – U Kovárny – Hřbitovy – Neředín, krematorium |

### Materieel
| Afbeelding     | Type           | Modifikaties en ondertypes                 |
| -------------- | -------------- | ------------------------------------------ |
| Tatra T3R.P    | Tatra T3       | Tatra T3, Tatra T3SUCS, Tatra T3R.P        |
| Škoda 03T      | Škoda 03T      | Škoda 03T (ook bekend onder de naam Astra) |
| Inekon 01 Trio | Inekon 01 Trio | Inekon 01 Trio                             |
| VarioLF.E      | VarioLF        | VarioLF.E, VarioLFR.E, VarioLFR.S          |
| VarioLF plus/o | VarioLF plus/o | VarioLF plus/o                             |
| EVO1           | EVO1           | EVO1, EVO1/o                               |